# Rémy Di Grégorio
Rémy Di Grégorio (* 31. Juli 1985 in Marseille) ist ein ehemaliger französischer Radrennfahrer. Er galt als Bergspezialist.

## Sportliche Karriere
Rémy Di Grégorio wurde 2003 französischer Juniorenmeister im Zeitfahren. Außerdem gewann er im selben Jahr noch eine Etappe bei der Junioren-Niedersachsen-Rundfahrt. Zur Saison 2005 erhielt er einen Vertrag beim französischen Radsportteam La Française des Jeux. Seinen ersten internationalen Erfolg feierte er bei der Tour de l’Avenir 2006 mit einem Etappensieg auf der achten Etappe vor Philip Deignan und Matthieu Sprick. 2011 wechselte er zum Astana Pro Team, in der darauffolgenden Saison zu Cofidis.
2011 gewann Di Grégorio eine Etappe von Paris-Nizza. Bei der Tour de France 2011 gelang ihm als 39. seine neste Platzierung von insgesamt acht Grand-Tour-Teilnahmen. Im Jahr 2012 wurde er Etappensieger bei der Vuelta a Asturias.
Am ersten Ruhetag  der Tour de France 2012 wurde Di Grégorio in seinem Team-Hotel in Bourg-en-Bresse von der französischen Polizei verhaftet. Dies geschah auf Anweisung des Richters Annaïck Le Goff aus Marseille, der seit 2011 in Sachen Doping gegen Di Grégorio ermittelte. Hierauf wurde er von seinem Team Cofidis entlassen. Nachdem Di Grégorio im Frühjahr 2013 vom Berufungsgericht in Aix en Provence vom Vorwurf des Dopings freigesprochen wurde, da die verdächtigen Substanzen lediglich Vitamine waren, drohte er, sein ehemaliges Team zu verklagen. Cofidis erklärte, die Entlassung sei gerechtfertigt gewesen, da Di Gregorio entgegen den Teamregeln ohne Erlaubnis mit externen Medizinern zusammengearbeitet habe.
2013 entschied er die Gesamtwertung der Tour of Bulgaria und 2014 die der Tour de Taiwan für sich. Im Februar 2018 gewann Di Gregorio eine Etappe der Tour La Provence.
Während des Rennens Paris–Nizza einen Monat später wurde er positiv auf das EPO-Präparat Darbepoetin getestet und vorläufig suspendiert. Schon im Jahr zuvor hatte er ursprünglich seinen Rücktritt zum Ende der Saison verkündet. Im Mai 2020 erfolgte der Ausspruch einer vierjährigen Sperre, er ist bis 7. März 2022 gesperrt.

## Erfolge
2006
- eine Etappe Tour de l’Avenir

2011
- eine Etappe Paris-Nizza

2012
- eine Etappe Vuelta a Asturias

2013
- Gesamtwertung und eine Etappe Tour of Bulgaria

2014
- Gesamtwertung Tour de Taiwan

2016
- Bergwertung Tour La Provence
- Bergwertung Critérium International

2018
- Bergwertung Étoile de Bessèges
- eine Etappe Tour La Provence

## Grand Tours-Platzierungen
| Grand Tour            | 2007 | 2008 | 2009 | 2010 | 2011 | 2012 |
| --------------------- | ---- | ---- | ---- | ---- | ---- | ---- |
| Giro d’ItaliaGiro     | –    | –    | –    | –    | –    | –    |
| Tour de FranceTour    | DNF  | 59   | –    | 78   | 39   | DNF  |
| Vuelta a EspañaVuelta | –    | 80   | 51   | 21   | –    | –    |

## Teams
- 2005–2010 Française des Jeux
- 2011 Pro Team Astana
- 2012 Cofidis, le Crédit en Ligne
- 2014 La Pomme Marseille 13
- 2015 Marseille 13 KTM
- 2016 Delko Marseille Provence KTM
- 2017 Delko Marseille Provence KTM
- 2018 Delko Marseille Provence KTM (bis 26. Mai)